# Astus wittweri
Astus wittweri är en myrtenväxtart som beskrevs av Malcolm Eric Trudgen och Barbara Lynette Rye. Astus wittweri ingår i släktet Astus och familjen myrtenväxter. Inga underarter finns listade i Catalogue of Life.